# モリマーマテックス
モリマーマテックス株式会社は、繊維強化プラスチック や樹脂製品の製造販売を行う企業。かつてはAGCの子会社であったが、日本モリマー株式会社に買収される。

## 沿革
- 1938年 - 大日本硝子工業株式会社を設立
- 1948年 - 旭硝子株式会社（現・AGC株式会社）の出資開始
- 1957年 - 旭硝子株式会社の100%出資会社となる
- 1957年 - 東海特殊硝子株式会社の強化プラスチック成形部門を吸収
- 1959年 - 横浜、名古屋工場を神奈川県相模原市に統合移転
- 1987年 - ネフコム株式会社を設立
- 1992年 - 旭硝子マテックス株式会社に社名変更
- 2007年 - AGCマテックス株式会社に社名変更
- 2011年 - タイにAGC MATEX (THAILAND) CO., LTD.を設立
- 2021年 - モリマーマテックス株式会社に社名変更
- 2023年 - 工場を北茨城市に移転、本社を相模原市緑区に移転

## 事業所
- 本社 - 神奈川県相模原市緑区橋本台1丁目26番6号
- 東京営業部 - 東京都中央区日本橋3丁目2番9号（三晶ビル3階）
- 大阪営業部 - 大阪府大阪市中央区本町2丁目3番8号（三甲大阪本町ビル7階）
- 茨城工場 - 茨城県北茨城市中郷町日棚字宝壺2139番